# Hacıbeyli, İhsaniye
Hacıbeyli là một xã thuộc huyện İhsaniye, tỉnh Afyonkarahisar, Thổ Nhĩ Kỳ. Dân số thời điểm năm 2011 là 886 người.